# Janne Lundblad
Janne Lundblad (Linköping, 11 de abril de 1877-Estocolmo, 24 de noviembre de 1940) fue un oficial de caballería y jinete sueco que compitió en la modalidad de doma.
Participó en dos Juegos Olímpicos de Verano en los años 1920 y 1928, obteniendo dos medallas, oro en Amberes 1920 y plata en Ámsterdam 1928. Formó parte del Ejército de Suecia y alcanzó el grado de capitán.

## Palmarés internacional
| Juegos Olímpicos | Juegos Olímpicos         | Juegos Olímpicos | Juegos Olímpicos |
| Año              | Lugar                    | Medalla          | Categoría        |
| ---------------- | ------------------------ | ---------------- | ---------------- |
| 1920             | Amberes (Bélgica)        | Medalla de oro   | Individual       |
| 1928             | Ámsterdam (Países Bajos) | Medalla de plata | Por equipos      |